# ورزشگاه آلوش نوگا
ورزشگاه آلوش نوگا (به لاتین: Alush Noga Stadium) یک ورزشگاه فوتبال در آلبانی است که در Patos واقع شده‌است.